# Swimrun
Swimrun är en sport där utövaren växlar mellan simning och löpning utan att stanna.
Skorna behålls på under simsträckorna och våtdräkten är på under löpningen. Det som kännetecknar swimrun är att den sker utomhus, den har mer än en simsträcka och mer än en löpsträcka. Simningen sker i öppet vatten och den utrustning och de hjälpmedel utövaren har i starten bärs med hela vägen till mål. Flythjälp större än 50x50 centimeter är inte tillåten men paddlar, fenor, dolme eller liknande hjälpmedel är tillåtet så länge utövaren bär det med sig från start till mål.
Swimrun kan också utövas utan skor (till exempel under de längsta simsträckorna väljer många att ta av sig skorna) och utan våtdräkt. Det finns många swimruntävlingar där våtdräkt inte är något krav. Det finns inte heller något gemensamt synsätt på vilken utrustning som tillåts eller inte tillåts, utan det varierar mellan olika arrangemang. I vissa tävlingar tillåts paddlar, fenor och liknande, medan i andra tillåts inga hjälpmedel alls.
Swimrun genomförs antingen i par som håller ihop under loppen, eller solo.
Swimrun tillhör inte något idrottsförbund åtminstone i Sverige, så det finns inga svenska mästerskap, nordiska mästerskap eller europeiska mästerskap. Däremot anordnas flera tävlingar i Sverige bland andra Ö till Ö i Stockholms skärgård som betraktas som ett världsmästerskap, Öloppet i Göteborgs södra skärgård och Ångaloppet i Södermanland. Det finns sedan 2015 ett världsförbund kallat World Swimrun Federation och i flera länder ansvarar triathlonförbundet för Swimrun, dock inte i Sverige.

## Vanlig utrustning till swimrun[4]

### Oftast
- Våtdräkt, ska täcka axlarna och gå ned till knät
- Skor, väldränerade med bra grepp
- Strumpor
- Simglasögon
- Legitimation till registrering
- Visselpipa
- Första förband

### Bra att ha
- Dolme, eller annat flythjälpmedel inte större än 50x50x50cm
- Paddlar
- Simglasögon
- Badmössa
- Bogserlina om man springer/simmar ojämnt
- Solkräm
- Öronproppar
- Höga strumpor/calf guards
- Klocka
- Värmande linne/tröja vid låga vattentemperaturer
- Ullstrumpor om det är kallt
- Vaselin, till nacken för att slippa våtdräktsskav eller annat
- Manetkräm
- Extra energi